# Sonepar

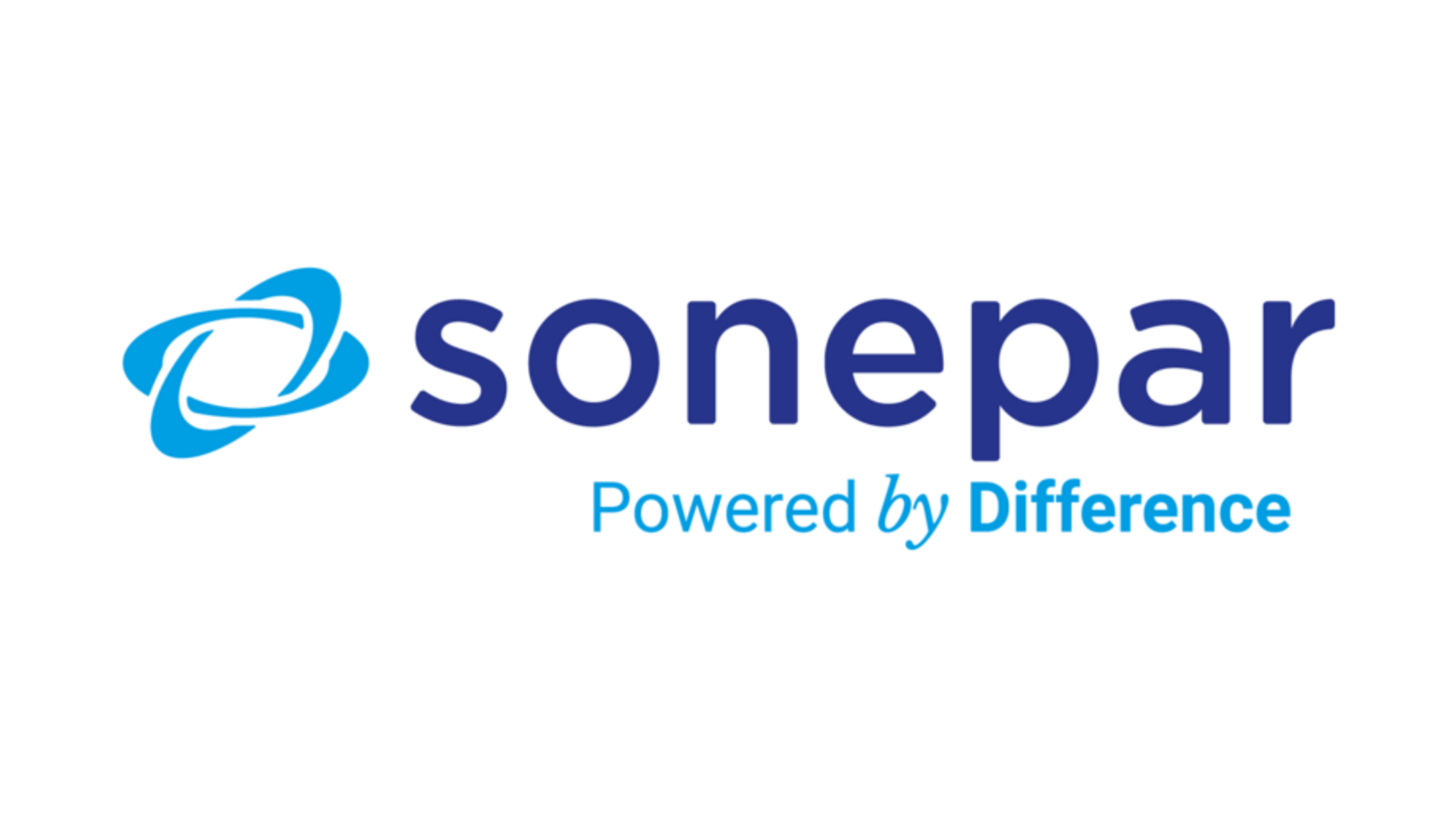
Logo von Sonepar

Die Sonepar S.A. (Société de Négoce et Participation, dt.: Handels- und Beteiligungsgesellschaft) mit Sitz in Paris ist ein französisches Unternehmen im Bereich des Großhandels mit Elektroartikeln.

## Firmenprofil
Zum Konzern gehören rund 170 Unternehmen in 44 Ländern auf fünf Kontinenten. Die Sonepar-Gruppe beschäftigt etwa 44.500 Mitarbeiter und verfügt über mehr als 2800 Standorte. 2017 erwirtschaftete der Konzern weltweit einen Umsatz von über 21 Milliarden Euro (2011: 14,7 Mrd. Euro). Die Sonepar-Gruppe ist damit Marktführer im Elektrogroßhandel. Seit 2017 ist Philippe Delpech neuer CEO der Gruppe.

## Geschichte
Die Sonepar-Gruppe ist ein familiengeführtes Unternehmen, das 1969 von Henri Coisne gegründet wurde. Sonepar ging aus dem Bestreben nach Diversifizierung seitens zweier Familien hervor, die ein Jahrhundert lang als Partner zusammengearbeitet hatten. Im Jahr 1862 beschlossen Henri Coisne, der Sohn eines Landwirts, und Léopold Lambert, ein belgischer Händler, gemeinsam eine Weberei in Nordfrankreich zu gründen. Die nachfolgenden Generationen führten diesen Betrieb weiter.
1960 wurde die Société de Négoce et de Participation (Handels- und Beteiligungsgesellschaft) von 11 Partnern und Nachkommen der Familien Coisne und Lambert gegründet. Aufgabe von Sonepar war es, den Besitz der Familien, der zum Zwecke der Diversifizierung erworben worden war, in Geschäften außerhalb der Textilbranche zu verwalten.
1968 wurde Henri Coisne, der 1962 nach seiner Militärlaufbahn in der französischen Luftwaffe wieder in das Familienunternehmen zurückkehrte, die Aufgabe übertragen, Sonepar auf Expansionskurs zu bringen und Investitionen in einem Markt mit guten langfristigen Wachstumsperspektiven zu tätigen. Kontakte zu Herstellern von Elektroartikeln zeigten, dass der Vertrieb dieser Artikel eine Wachstumsnische darstellte. „Dieser Bereich war noch nicht strukturiert und wurde weder von Banken noch von Investoren als äußerst attraktiv angesehen“, erläutert Henri Coisne.
Mit dem Kauf von Comptoir d’Électricité Franco-Belge Anfang 1969 stieg das Familienunternehmen in die Elektrobranche ein. In den 1970er Jahren kaufte die Gruppe eine Reihe französischer Unternehmen auf, die als regionale Stützpunkte in Frankreich fungierten:
- 1973: Comptoir Lyonnais d’Electricité (CLE) (Südwesten)
- 1974: Sanelec (Nordosten)
- 1977: Groupe Marcel Tabur (GMT) (Westen)

Später kam CGED, der Marktführer in dieser Branche, hinzu, der ein flächendeckendes Netz in Frankreich sicherstellte.
Ab 1982 expandierte die Gruppe in verschiedene europäische Länder. OTRA NV, die beherrschende Holding von Technische Unie und Otto Kuhmann, d. h. des niederländischen bzw. deutschen Marktführers, stand aufgrund der Probleme ihres Aktionärs, der OGEM-Gruppe, zum Verkauf. Sonepar kannte die Unternehmensleitung schon lange und verpflichtete sich zum Kauf des Unternehmens. Durch den Kauf von OTRA NV erschloss sich Sonepar erstmals einen Markt außerhalb von Frankreich und die Unternehmensgröße von Sonepar verdoppelte sich. Andere europäische Länder folgten: Spanien, Italien, Belgien, Russland, Skandinavien, Finnland, Polen, Tschechische Republik und Rumänien.
Bereits 1984 stieß Sonepar mit dem Kauf von Lumen in Quebec auf den kanadischen Markt vor. 1998 fasste Sonepar Fuß in den Vereinigten Staaten, die seitdem einen wichtigen Beitrag zum Wachstum der Gruppe leisten. Seit 2000 kamen weitere Investitionen in Asien (Hongkong) und Lateinamerika (Mexiko, Brasilien und Argentinien) hinzu.
2000 wurde der Namen der Holding Sonepar auf die Distributionstochter für Elektroartikel übertragen und die Holding in Colam Entreprendre umbenannt.

## Präsenz in Deutschland
In Deutschland wurde 2012 ein Umsatz von mehr als 2,5 Mrd. Euro erzielt. Sonepar Deutschland ist somit Marktführer im deutschen Elektrogroßhandel. Die Holding, die aus der Otto Kuhmann GmbH & Co. KG hervorgegangen ist, hat ihren Sitz in Düsseldorf und ist für das Geschäft in Deutschland, Österreich, der Schweiz, Tschechien, Ungarn und Rumänien verantwortlich.
Im Rahmen der Übernahme der niederländischen Elektrogroßhandelsgruppe Hagemeyer durch den französischen Konkurrenten Rexel im März 2008, wurde unter anderem auch dessen deutsche Tochter, Rexel Deutschland, an Sonepar verkauft und firmiert heute unter dem Namen DEG Deutsche Elektro-Gruppe.